# Килганов, Лиджи Карвенович
Лиджи́ Карве́нович Килга́нов (18 июня 1906, Багабуруловский аймак, Астраханская губерния — 14 ноября 1967, Москва) — деятель ВКП(б), председатель Президиума Верховного Совета Калмыцкой АССР. Входил в состав особой тройки НКВД СССР.

## Биография
Лиджи Карвенович Килганов родился в 1906 году в Багабуруловском аймаке Астраханской губернии России. В
1927 году окончил Московский коммунистический университет трудящихся Востока имени И. В. Сталина. Далее занимал различные посты в партийном и советском аппаратах управления. А именно:
- 1927—1928 годы — ответственный секретарь Багацохуровского улусного комитета ВЛКСМ.
- 1928—1929 годы — заведующий Агитационно-пропагандистским отделом Калмыцкого областного комитета ВЛКСМ, ответственный секретарь Калмыцкого областного комитета ВЛКСМ.
- 1929—1930 годы — заведующий Агитационно-пропагандистским отделом Калмыцкого областного комитета ВКП(б).
- 1930—1934 годы — заведующий Отделом культуры и пропаганды ленинизма Калмыцкого областного комитета ВКП(б), заведующий Организационно-инструкторским отделом Калмыцкого областного комитета ВКП(б).
- сентябрь 1934—1936 годы — 1-й секретарь Приморского улусного комитета ВКП(б).
- март 1936 — июнь 1937 годы — заведующий Отделом руководящих партийных органов Калмыцкого областного комитета ВКП(б).
- 1937—1938 годы — 2-й секретарь Калмыцкого областного комитета ВКП(б). Этот период отмечен вхождением в состав особой тройки, созданной по приказу НКВД СССР от 30.07.1937 № 00447[1] и активным участием в сталинских репрессиях[2].
- 1937—1946 годы — депутат Верховного Совета СССР I-го созыва.
- октябрь 1958—1960 годы — председатель Государственной плановой комиссии СМ Калмыцкой АССР.
- 1959—1963 годы — депутат Верховного Совета РСФСР V созыва.
- 16.04.1959-05.04.1963 — заместитель председателя Президиума ВС РСФСР[3].
- 1960 — январь 1962 года — председатель Президиума Верховного Совета Калмыцкой АССР.